# Kirill Kurenko
Kirill Kurenko (ur. 14 lutego 1991 w Kohtla-Järve) – estoński piłkarz, grający na pozycji obrońcy, trener piłkarski.

## Kariera piłkarska

### Kariera klubowa
W 2012 rozpoczął karierę piłkarską w drugiej drużynie Jõhvi FC Lokomotiv. W 2013 przeniósł się do Tallinna Maccabi. W 2014 roku zakończył karierę piłkarską w Kohtla-Nõmme JK.

## Kariera trenerska
Po zakończeniu kariery piłkarskiej rozpoczął pracę szkoleniową. Najpierw zdobył wykształcenie profilowe za granicą, następnie trenował zespoły dziecięce w Estonii, Hiszpanii, Szwecji i Chorwacji. Po chorwackiej Akademii NK Rijeka na początku 2019 trafił na Ukrainę, gdzie kierował Szkołą Sportową FK Mynaj. Od 3 maja 2019 pełnił rolę głównego trenera FK Mynaj. 15 maja podpisał kontrakt na kolejny rok. Pod jego rządami FK Mynaj wygrał pięć z pięciu meczów, awansując na pierwsze miejsce w grupie A w ostatniej rundzie i trafiając bezpośrednio do pierwszej ligi. 18 czerwca 2019 za obopólną zgodą kontrakt został rozwiązany. 4 lipca podpisał kontrakt z Olimpik Donieck, gdzie był asystentem trenera drużyny Julio Cesara.